# Dijalekt programskog jezika
Dijalekt  programskog jezika je relativno mala varijacija ili odvojak jezika u kojoj nije promijenjena osnovna priroda tog jezika. Neki jezici imaju veliki broj dijalekata, a primjeri su SQL i BASIC.

## Poveznice
- Popis dijalekata BASIC-a